# Departamento Las Colonias
Das Departamento Las Colonias liegt im Zentrum der Provinz Santa Fe im Zentrum Argentiniens und ist eine von 19 Verwaltungseinheiten der Provinz. 
Es grenzt im Norden an das Departamento San Cristóbal, im Osten an die Departamentos San Justo und Departamento La Capital, im Süden an die Departamentos San Jerónimo und San Martín und im Westen an das Departamento Castellanos. 
Die Hauptstadt des Departamento Las Colonias ist Esperanza.

## Bevölkerung
Nach Schätzungen des INDEC stieg die Einwohnerzahl von 95.202 Einwohnern (2001) auf 95.469 Einwohner im Jahre 2005.

## Städte und Gemeinden
Das Departamento Las Colonias ist in folgende Gemeinden aufgeteilt:
- Colonia Cavour
- Colonia San José
- Cululú
- Elisa
- Empalme San Carlos
- Esperanza
- Felicia
- Franck
- Grutly
- Hipatía
- Humboldt
- Ituzaingó
- Jacinto L. Aráuz
- La Pelada
- Las Tunas
- María Luisa
- Matilde
- Nuevo Torino
- Pilar
- Progreso
- Providencia
- Pujato Norte
- Rivadavia
- Sa Pereira
- San Agustín
- San Carlos Centro
- San Carlos Norte
- San Carlos Sud
- San Jerónimo del Sauce
- San Jerónimo Norte
- San Mariano
- Santa Clara de Buena Vista
- Santa María Centro
- Santa María Norte
- Santo Domingo
- Sarmiento
- Soutomayor